# Judo en los Juegos Asiáticos
El judo fue admitido en los Juegos Asiáticos desde la décima edición que se celebró en Seúl (Corea del Sur) en 1986.

## Ediciones
| N.º  | Año  | Sede      | País          |
| ---- | ---- | --------- | ------------- |
| I    | 1986 | Seúl      | Corea del Sur |
| II   | 1990 | Pekín     | China         |
| III  | 1994 | Hiroshima | Japón         |
| IV   | 1998 | Bangkok   | Tailandia     |
| V    | 2002 | Busan     | Corea del Sur |
| VI   | 2006 | Doha      | Catar         |
| VII  | 2010 | Cantón    | China         |
| VIII | 2014 | Incheon   | Corea del Sur |
| IX   | 2018 | Yakarta   | Indonesia     |
| X    | 2022 | Hangzhou  | China         |

## Medallero histórico
- Actualizado hasta Hangzhou 2022.[1]

| Núm. | País                   | Oro | Plata | Bronce | Total |
| ---- | ---------------------- | --- | ----- | ------ | ----- |
| 1    | Japón                  | 58  | 40    | 31     | 129   |
| 2    | Corea del Sur          | 41  | 32    | 49     | 122   |
| 3    | China                  | 21  | 17    | 36     | 74    |
| 4    | Mongolia               | 7   | 13    | 35     | 55    |
| 5    | Uzbekistán             | 5   | 7     | 24     | 36    |
| 6    | Corea del Norte        | 4   | 8     | 15     | 27    |
| 7    | Kazajistán             | 2   | 10    | 27     | 39    |
| 8    | China Taipéi           | 2   | 4     | 21     | 27    |
| 9    | Irán                   | 1   | 8     | 11     | 20    |
| 10   | Tayikistán             | 1   | 1     | 6      | 8     |
| 11   | Emiratos Árabes Unidos | 1   | 1     | 4      | 6     |
| 12   | Kirguistán             | 1   | 0     | 2      | 3     |
| 13   | Turkmenistán           | 0   | 2     | 3      | 5     |
| 14   | Líbano                 | 0   | 1     | 1      | 2     |
| 15   | Filipinas              | 0   | 1     | 0      | 1     |
| 16   | Tailandia              | 0   | 0     | 9      | 9     |
| 17   | India                  | 0   | 0     | 6      | 6     |
| 18   | Hong Kong              | 0   | 0     | 3      | 3     |
| 19   | Birmania               | 0   | 0     | 1      | 1     |
| 19   | Kuwait                 | 0   | 0     | 1      | 1     |
| 19   | Indonesia              | 0   | 0     | 1      | 1     |
|      | TOTAL                  | 144 | 145   | 286    | 575   |